# Mixu Paatelainen
Mika-Matti Petteri "Mixu" Paatelainen (Helsínqui, 3 de fevereiro de 1967) é um ex-futebolista finlandês e atualmente treinador da Seleção Letã. Mixu é o mais velho de três irmãos, todos jogadores de futebol. Marcou 18 gols em 70 jogos pela Seleção Finlandesa, tornando-se o oitavo atleta com mais partidas por sua seleção e o terceiro artilheiro da mesma.

## Carreira como Jogador
Em Outubro de 1987, o Dundee United, da Primeira divisão escocesa contratou-o junto ao FC Haka por 100000 libras. Tornou-se artilheiro nas duas equipes.
Posteriormente, transferiu-se para o Aberdeen por 400000 libras em Fevereiro de 1992, indo para o Bolton Wanderers em 1994. Como o Bolton ganhou uma vaga para a Premier League, Mixu tornou-se o primeiro atleta finlandês a jogar na primeira divisão inglesa. Paatelainen também jogou a final da FA Cup de 1995, no qual os Wanderers foram derrotados por 2-1 pelo Liverpool.
Mixu também atuou por Wolverhampton Wanderers, da Premier League e por Hibernian, St. Johnstone e St. Mirren, da Primeira divisão escocesa. Jogou uma temporada pelo RC Strasbourg, da França. Paatelainen será sempre lembrado pela torcida do Hibernian pelos seus três gols na vitória por 6-2 sobre os rivais da cidade de Edinburgo, a equipe do Heart of Midlothian em 22 de Outubro de 2000. Durante sua carreira de jogador, Mixu marcou 143 gols.

## Carreira como treinador

### Cowdenbeath
Tendo acumulado as funções de jogador e treinador no St. Johnstone e St. Mirren, Paatelainen foi nomeado, em tempo integral, treinador do Cowdenbeath,um clube semi-profissional da Terceira Divisão Escocesa, em Agosto de 2005. Em sua primeira temporada, Mixu levou o the Blue Brazil ao primeiro título nacional em 67 anos. Ele contratou seus irmãos Markus e Mikko para o clube.

### TPS
Em 21 de Outubro de 2006, Paatelainen rescindiu com o Cowdenbeath para dirigir a equipe do TPS. Ele levou o TPS ao terceiro lugar na qualificação da UEFA Intertoto Cup naquela que foi a sua única temporada na equipe.

### Hibernian
Em Dezembro de 2007, Paatelainen ocupou o cargo de técnico do  Hibernian, que se encontrava vago, e o mesmo fora apresentado em 10 de Janeiro de 2008.

### Kilmarnock
Após um ano afastado do futebol, Paatelainen foi nomeado técnico do Kilmarnock em 23 de junho de 2010. Paatelainen ganhou elogios da mídia escocesa nos seus primeiros trabalhos com o Kilmarnock. Em novembro de 2010, ele foi cotado para assumir o cargo de treinador da Seleção Finlandesa. O contrato de Paatelainen venceu em Dezembro de 2010, e o Kilmarnock continuou seu bom começo com duas vitórias da liga, contra o Hibernian e Inverness, e um empate no Celtic Park. O time escocês lhe ofereceu um contrato de longo prazo em Março de 2011, em uma tentativa de frustrar o interesse do Scunthorpe em Paatelainen. A proposta de Scunthorpe foi por ele rejeitada, mas logo depois ele aceitou uma oferta da Seleção da Finlândia.

### Técnico da Seleção Finlandesa
Paatelainen foi nomeado treinador principal da equipe nacional da Finlândia, em 31 de março de 2011. Em seu primeiro jogo como treinador,uma vitória contra San Marino (1-0) em 3 de junho.

## Prêmios
- Scottish Premier League Futebolista do Mês: Outubro de 2000
- Scottish Premier League Técnico do Mês: Fevereiro de 2008
- Scottish Premier League Técnico do Mês: Março de 2009
- Scottish Premier League Técnico do Mês: Dezembro de 2010

.